# プレッシー対ファーガソン裁判
プレッシー対ファーガソン裁判（プレッシーたいファーガソンさいばん、Plessy v. Ferguson）は、「分離すれど平等」の主義のもと公共施設での白人専用等の黒人分離は人種差別に当たらないとし、これを合憲としたアメリカ合衆国の裁判。1890年に成立したルイジアナ州法で「黒人の血が1滴でもあれば」非白人とみなされ、鉄道車両が白人と別なことに不満を持ったホーマー・プレッシー（8分の7が欧州系、8分の1がアフリカ系,1925年に62歳で死去）は1892年、白人専用車両に乗り込み、移動を拒んだところ、逮捕されて有罪になった。法学上、画期的なアメリカ合衆国最高裁判所の判決となった。連邦最高裁判決は1896年5月18日に7対1の賛成多数によって下された。判決理由の主な見解はヘンリー・ビリングス・ブラウン判事によって書かれ、ジョン・マーシャル・ハーラン判事が反対意見を書いた。「分離すれど平等」の主義、白人と非白人を分離することに法的なお墨付きを与えた連邦最高裁判決であり、米国に大きな影響を与えた。58年後に1954年のブラウン対教育委員会裁判で最終的に否定されるまで、アメリカの標準的な主義として残った。その10年後に1964年公民権法が制定された。

## 背景
1865年の南北戦争終了後、レコンストラクション（南部再生期）として知られている期間には、連邦政府は新たに解放された奴隷の市民権を守るために援助をすることができた。合衆国議会は3つの憲法修正条項を追加した。修正第13条では奴隷制度を廃止した。修正第14条では、合衆国で生まれた（または帰化した）すべての者に公民権を与えるとし、「法の平等保護条項」（イコール・プロテクション）を保障した。さらに修正第15条では、アフリカ系アメリカ人（男性のみ）に投票権を与えた。
しかし1877年にレコンストラクションは大きな成果を出せずに突然終了し、連邦軍は南部から撤退した。すると、南部の州政府は、黒人が白人と同じ公共施設を使用するのを禁じたジム・クロウ法を可決しはじめた。1883年の公民権裁判（Civil Rights Cases）での最高裁の判断は、修正第14条は私人による差別には当てはまらないとし、個人や民間企業によって公民権を脅かされた人々を保護しなかった。特に、このときの判決は、公共施設での黒人差別を禁止した1875年公民権法のほとんどを無効にしてしまった。
1890年、ルイジアナ州は、黒人と白人で鉄道車両を分離する法案を可決した。この州法やほかの人種差別法に反対するニューオーリンズの数名のアフリカ系アメリカ人と白人は小さな団体を設立し、8分の1黒人のクリオール、昔のルイジアナ風に言えばオクトルーン（octoroon）のホーマー・プレッシーを説得し、彼を立てて戦うことを決めた。

## 事件
1892年6月7日、プレッシーは東ルイジアナ鉄道の白人専用と指定された車両に乗車した。プレッシーは8分の1アフリカ系アメリカ人の血で、8分の7はヨーローッパ系白人の血だったため、見た目は白人であったが、ルイジアナ州法の下ではアフリカ系アメリカ人として分類され、「有色（Colored）」車両に座らなければならなかった。彼は車両を移動することを拒否し、捕らえられ投獄された。彼の裁判、プレッシー対ルイジアナ州の法廷で、彼は東ルイジアナ鉄道は修正第13条と第14条の下での彼の憲法上の権利を拒否したと主張した。しかしながら、この事件を統括するマサチューセッツ州のジョン・ハワード・ファーガソン裁判官は、州境内で運営されている限りは、鉄道会社を規制する権限はルイジアナ州にあると裁決した。そしてプレッシーは、州の人種分離法への違反のために、当時で25ドルの罰金を課せられたのである。
判決に不満を持ち、プレッシーはルイジアナ州最高裁に持ちこんだ。しかし、彼はここでの判決も再び有罪となり、州最高裁はファーガソンの判決を支持した。1896年、プレッシーはアメリカ合衆国最高裁に上告し、アメリカ史上に残るでも最も有名な人間の1人となった。

## 判決
ブリュワー判事が参加しなかった7対1の判決により、裁判所は修正第13条に基づくプレッシーの主張を拒絶し、ルイジアナ州の法令がそれに違反しているとは全く考えなかった。さらに、裁判所の多数意見は、ルイジアナの法には、修正第14条に違反するような黒人を劣後させる性質を含んでいるという見解を拒絶した。代わりに、その法律は公的な施策として2つの人種を分離したと主張した。
ブラウン判事は最終的に、二つの人種の分離の強化が、白人より劣っているという刻印を有色人種に押すという仮定の上で行われているとする原告の主張は根本的に誤っている、と宣言した。「仮にそうだとするならば、それは法令の中に理由があるのではなく、有色人種がそのように解釈しているからにすぎない。各州法で定められる公共施設での人種の分離は合憲であり、問題があるとすればその施設の品質である。」という最高裁の判断だった。裁判所は、白人専用と有色専用の鉄道車両の品質に相違を見出さなかったが、しかしこれははっきりと間違っていた。なぜなら、公衆便所やカフェといった他のほとんどの場合では、有色専用と指定された施設が白人専用のものより粗末であったからである。
ジョン・マーシャル・ハーラン判事（元奴隷所有者で、クー・クラックス・クランの行き過ぎた結果から、考えの変節を経験した、黒人市民権の重要人物）は、この判決はドレッド・スコット対サンドフォード裁判に並ぶほどの不名誉な判決になるだろう予言し、この法廷で唯一の痛烈な反対意見を書いた。
| 「 | しかし、憲法上の、法的観点から見ると、この国には優位に立つどのような支配階級も存在しない。わが国にはカースト制度はない。我々の憲法は色盲で、市民の中に階級があることを前提とせず、また許容もしない。公民権の点では、すべての市民が法の前に等しい。 | 」 |

また、ハーラン判事は以下のように述べた。
| 「 | 私たちとあまりに違うためにアメリカの市民になることが認められない人種が存在する。その人種の人は、わずかの例外をのぞいて、わが国から絶対に締め出されている。たとえば中国人と呼ぼうか。しかし問題の法令によれば、中国人はアメリカの白人と同じ座席に座れる一方、ルイジアナ州の黒人は、その多くが（南北戦争で）連邦を維持するために命を賭けたであろうに、…白人と同じ車両に乗ると犯罪者と呼ばれて収監されるのである。 | 」 |

これは1882年の中国人排斥法を念頭においた発言とされる。
この裁判の余波として、「分離すれど平等」の主義は法的な根拠を与えられ、人種の分類に基づく分離は、施設が平等な品質である限りは合法であるとされた。しかしながら、南部州の政府は、プレッシー判決後の長い間、黒人に本当に平等な施設や資産を与えることを拒否した。これらの州は人種を分離するだけではなく、現実的に、品質の違いを確実なものとした。この後数十年、南部における人種分離法の制定は増殖していった。
1896年1月、ホーマー・プレッシーは違反の罪を認めて罰金を支払った。

## 影響
プレッシー判決は、より早くに南部で始められていた人種分離の慣習への移行を合法化した。黒人社会の白人社会からの分離を受け入れたこの同じ年に出されたブッカー・T・ワシントンのアトランタの和解と呼ばれる声明と共に、プレッシー判決はさらなる人種分離法を刺激した。続く10年間に、人種分離の条例は増殖し、それは1910年代のウッドロウ・ウィルソン政権の間に再び分離されたワシントンD.C.の連邦政府にまで達した。